# Aurélien Joachim
Aurélien Joachim (Virton, 10 augustus 1986) is een Luxemburgs voetballer die doorgaans als aanvaller speelt. Hij komt sinds 2024 uit voor FC Arlon, na in België eerder bij White Star Bruxelles, Lierse SK en Excelsior Virton te hebben gevoetbald.

## Clubcarrière
Joachim speelde jaren als amateurvoetballer (of semi-prof). Hij kwam uit voor RE Virton en verscheidene Duitse clubs in lagere divisies. Hij keerde in 2007 terug in eigen land, waar hij ging spelen voor FC Differdange 03 en daarna F91 Dudelange. Met die laatste club werd hij in het seizoen 2011/12 landskampioen, nadat hij eerder met Differdange twee jaar op rij de Luxemburgse voetbalbeker had gewonnen. In 2012 werd Joachim uitgeroepen tot Luxemburgs voetballer van het jaar.
Dudelange verhuurde Joachim in 2012 voor een jaar aan Willem II. Daarmee degradeerde hij dat seizoen uit de Eredivisie. Joachim verhuisde daarna op permanente basis naar RKC Waalwijk. Hiermee degradeerde hij op zondag 18 mei 2014 eveneens uit de Eredivisie, na een nederlaag over twee wedstrijden tegen SBV Excelsior in de play-offs. Ook deze keer daalde Joachim niet mee af. In plaats daarvan vertrok hij naar CSKA Sofia, de nummer drie van Bulgarije in het voorgaande seizoen. Dit bleek zijn vierde opeenvolgende eenjarige verblijf bij een club, want in augustus 2015 tekende hij een eenjarig contract bij Burton Albion, dat in het voorgaande seizoen promoveerde naar de League One.
Joachim verruilde de Engelse club in februari 2016 voor White Star Brussel, waarmee hij kampioen werd in de Tweede klasse. Hij ondertekende in juni 2016 vervolgens een contract tot medio 2019 bij Lierse SK, de nummer zeven van de Tweede klasse in het voorgaande seizoen. Na het faillissement van de club in 2018 vond hij onderdak bij zijn ex-club Excelsior Virton in Eerste klasse amateurs. Met drie goals in zestien competitiewedstrijden hielp hij Virton in het seizoen 2018/19 aan de titel in Eerste klasse amateurs. In de zomer van 2019 werd hij naar de B-kern van Virton gestuurd, om uiteindelijk pas in oktober 2019 heropgevist te worden. De Luxemburger lukte in het seizoen 2019/20 uiteindelijk nog vier goals in elf competitiewedstrijden.
Nadat Virton geen licentie kreeg om in het seizoenen 2020/21 aan te treden in Eerste klasse B, keerde Joachim terug naar zijn ex-club Differdange.

## Interlandcarrière
Joachim kwam 79 keer uit voor de nationale ploeg van Luxemburg. Hij maakte zijn debuut op 7 september 2005 in een WK-kwalificatieduel tegen Liechtenstein in Vaduz, dat met 3-0 werd verloren. Joachim scoorde 14 keer voor zijn land, al scoorde hij op 26 mei 2014 ook een geldig doelpunt tegen zijn geboorteland België, doch deze interland werd achteraf niet erkend door de FIFA doordat Belgisch bondscoach Marc Wilmots een wissel te veel doorvoerde.
In juni 2020 zette Joachim een punt achter zijn interlandcarrière. Bij zijn afscheid hadden enkel Léon Mart (16) en Gustave Kemp (15) meer gescoord voor Luxemburg.
| Interlanddoelpunten | Interlanddoelpunten | Interlanddoelpunten                                    | Interlanddoelpunten      | Interlanddoelpunten | Interlanddoelpunten | Interlanddoelpunten         |
| Nr.                 | Datum               | Locatie                                                | Wedstrijd                | Doelpunt(en)        | Uitslag             | Competitie                  |
| ------------------- | ------------------- | ------------------------------------------------------ | ------------------------ | ------------------- | ------------------- | --------------------------- |
| 1                   | 7 februari 2007     | Stade Alphonse Theis, Hesperange                       | Luxemburg – Gambia       | 65'                 | 2–1                 | oefeninterland              |
| 2                   | 6 september 2011    | Stade Josy Barthel, Luxemburg-Stad, Luxemburg          | Luxemburg- Albanië       | 78'                 | 2–1                 | EK-kwalificatie 2012        |
| 3                   | 15 augustus 2012    | Stade Municipal de Differdange, Differdange, Luxemburg | Luxemburg – Georgië      | 84' (pen.)          | 1–2                 | oefeninterland              |
| 4                   | 14 augustus 2013    | Stade Josy Barthel, Luxemburg-Stad                     | Luxemburg– Litouwen      | 48'                 | 2–1                 | oefeninterland              |
| 5                   | 6 september 2013    | Centraalstadion, Kazan                                 | Rusland– Luxemburg       | 90'                 | 4–1                 | WK-kwalificatie 2014        |
| 6                   | 10 september 2013   | Stade Josy Barthel, Luxemburg-Stad                     | Luxemburg– Noord-Ierland | 45+1'               | 3–2                 | WK-kwalificatie 2014        |
| 7                   | 13 november 2015    | Stade Josy Barthel, Luxemburg-Stad                     | Luxemburg– Griekenland   | 90+1'               | 1–0                 | oefeninterland              |
| 8                   | 6 september 2016    | Vasil Levski Nationaal Stadion, Sofia                  | Bulgarije– Luxemburg     | 60'                 | 1–0                 | WK-kwalificatie 2018        |
| 9                   | 6 september 2016    | Vasil Levski Nationaal Stadion, Sofia                  | Bulgarije– Luxemburg     | 62'                 | 1–0                 | WK-kwalificatie 2018        |
| 10                  | 10 oktober 2016     | Borisov Arena, Borisov                                 | Wit-Rusland– Luxemburg   | 85'                 | 1–1                 | WK-kwalificatie 2018        |
| 11                  | 25 maart 2017       | Stade Josy Barthel, Luxemburg-Stad, Luxemburg          | Luxemburg- Frankrijk     | 34'                 | 1–3                 | WK-kwalificatie 2018        |
| 12                  | 9 november 2017     | Stade Josy Barthel, Luxemburg-Stad, Luxemburg          | Luxemburg- Hongarije     | 15'                 | 1–1                 | oefeninterland              |
| 13                  | 5 juni 2018         | Stade Josy Barthel, Luxemburg-Stad, Luxemburg          | Luxemburg- Georgië       | 70'                 | 1–0                 | oefeninterland              |
| 14                  | 11 september 2018   | Olympisch Stadion, Serravalle                          | San Marino- Luxemburg    | 45+1                | 0–3                 | UEFA Nations League 2018/19 |

## Erelijst[8]
| Competitie                         | Aantal | Jaren                     |
| ---------------------------------- | ------ | ------------------------- |
| Nationaldivisioun                  | 1x     | 2011/12                   |
| Beker van Luxemburg                | 3x     | 2009/10, 2010/11, 2011/12 |
| Luxemburgs voetballer van het jaar | 1x     | 2011/12                   |

## Trivia
Hij is een halfbroer van oud-wielrenner Benoît Joachim.